# 糸井重里のバス釣りNo.1
『糸井重里のバス釣りNo.1』（いといしげさとのバスつりナンバーワン）は、1997年2月21日に日本の任天堂から発売されたスーパーファミコン用釣りゲーム。
本作はバス釣り好きで有名なコピーライターの糸井重里（発売当時、ハル研究所の取締役監査役）が監修を務めており、赤星湖と呼ばれる架空の湖でバスフィッシングを楽しむ釣りシミュレーションゲームである。釣り独特の感覚を巧みに再現しており細部まで作り込まれている。
開発はハル研究所が行い、プロデューサーは岩田聡の他にスーパーファミコン用ソフト『ラスベガスドリーム』（1993年）を手掛けた小関昭彦や『ポケットモンスターシリーズ』を手掛けた大和聡が担当、音楽はファミリーコンピュータ用ソフト『ワリオの森』（1994年）を手掛けた池上正が担当している。

## ゲーム内容
プレイヤーは時間経過，天候変化，季節変化が有る作中の世界で、釣果を挙げ、釣果に応じて手に入るポイントで釣具をアップグレードしながら、様々なクラスのトーナメントで実績を積んで行く。本作には釣果に基づく会員カードのランクアップ制度が実装されているが、特定の条件を満たすとV.I.Pカードが手に入り、V.I.Pハウスから鉄馬湖に移動可能になる。メインステージの赤星湖とエクストラステージの鉄馬湖を合わせると、1925年に日本にブラックバスを持ち込んだ赤星鉄馬の名前になる。またサテラビュー対応となっており、セント・ギガによる衛星放送でバス釣り大会が開催された。

## 糸井重里のバス釣りNo.1 決定版!
『糸井重里のバス釣りNo.1 決定版!』（いといしげさとのバスつりナンバーワンけっていばん）は、2000年3月31日に日本の任天堂から発売されたNINTENDO 64用釣りゲーム。シリーズ2作目となる。つりコン64同梱版も発売された。
テレビCMにはお笑いタレントの藤井隆が出演した。

### ゲーム内容
ロケーションは5つに増え、3Dを生かしたルアーアクションの追加や水中映像に障害物が映るようになり、障害物に絡めた釣り体験ができるようになった。舞台はつりすぎ村で登場する村民のチャレンジを攻略し、つりすぎ村でチャンピオンになることがゲームの目標となっており、釣りトーナメントを攻略していく前作とはゲーム進行は大きく異なっている、また、釣れる魚種も前作から減っており、ラージマウスバス、スモールマウスバス、ブルーギル、ナマズの4種類となり、前作に登場したスポッテッドバス、スワニー、レッドアイ、フロリダバス、ニジマスは今回登場しない。

### 登場人物
- クマさん
- ウサキさん
- タヌキさん

1人目の挑戦者
- ネコさん

2人目の挑戦者。倒すと同行者として連れて行けるようになる。
- イヌさん

3人目の挑戦者。倒すと「なないろ」に行けるようになる。
- キツネさん

4人目の挑戦者。倒すと「けけはら」に行けるようになる。
- おじさん

5人目の挑戦者。

### ロケーション
- ののいけ
- かかすみ
- ききたこ
- なないろ
- けけはら

## スタッフ

### 初代(スーパーファミコン版)
- スーパーバイザー：糸井重里
- プロデューサー：岩田聡、小関昭彦、大和聡
- アドバイザー：倉恒良彰、宮本茂
- クリエイティブ&アート・ディレクター：斉藤明宏
- ディレクター：ふるみまさと、あいかわきょういち
- デザイナー：むらのよしひろ、あべき正博、さかいひでくに、青木裕子、土山芳紀、金野徹、岡田義之、佐藤大、ながせかずし、さかよりなおみ
- プログラマー：たきぐちあきお、おのせけんいち、たかはしごろう、三津原敏、高橋芳美、みずしまけんいち
- 音楽：池上正
- プロダクション・マネージャー：村松徹、能登谷哲也、佐藤浩
- プロジェクト・サポーター：西山武雄、いしいのりお、くろだたかし、たつみけんいち

### 決定版(NINTENDO64版)
- 監修：糸井重里
- キャラクター・デザイン：ひこねのりお
- プロデュース：岩田聡、小関昭彦、三木研次
- メイン・プログラム：やまだゆたか
- プログラム：こんどうけんいち、ほしのよしあき、のざきたつや、住知之
- CGチーフ・デザイン：あべき正博
- CGデザイン：むらのよしひろ、さとうともひろ、かとうたかし、かわらだゆうじ、なかむらゆうこ、やまだまりこ、西山武雄、きたはらさとし、きたにひろかず
- 企画：あいかわともいち、村松徹
- 音楽：山口優、ゲイリー芦屋、岡村みどり
- 効果音、音楽協力：池上正
- パッケージ・デザイン：秋山具義
- 釣り監修：倉恒良彰、齋藤海仁
- 制作進行：能登谷哲也、竹内久俊、佐藤浩
- 技術協力：いとうちはる、川瀬滋史、しのはらよしあき、福田和彦、坂田雅信、小澤明
- 企画協力：宮本茂
- エグゼクティブ・プロデュース：山内溥
- 監督、美術監督：斉藤明宏

## 評価
初代(スーパーファミコン版)
ゲーム誌『ファミ通』の「クロスレビュー」では合計28点（満40点）、『ファミリーコンピュータMagazine』の読者投票による「ゲーム通信簿」での評価は以下の通り、22.4点（満30点）となっている。
| 項目 | キャラクタ | 音楽 | お買い得度 | 操作性 | 熱中度 | オリジナリティ | 総合 |
| 得点 | 3.6        | 3.5  | 3.8        | 3.7    | 4.0    | 3.9            | 22.4 |
決定版(NINTENDO64版)
ゲーム誌『ファミ通』の「クロスレビュー」では合計30点（満40点）でシルバー殿堂を獲得した。